# Alpha Ethniki 1983-1984
L'Alpha Ethniki 1983-1984 fu la 48ª edizione della massima serie del campionato di calcio greco, conclusa con la vittoria del Panathīnaïkos, al suo tredicesimo titolo.
Capocannoniere del torneo fu Nikos Anastopoulos (Olympiacos), con 18 reti.

## Formula
Le squadre partecipanti passarono dalle 18 della stagione precedente alle 16 di quella attuale e disputarono un girone di andata e ritorno per un totale di 30 partite.
Le ultime due classificate furono retrocesse in Beta Ethniki.
Il punteggio prevedeva due punti per la vittoria, uno per il pareggio e nessuno per la sconfitta.
Le squadre ammesse alle coppe europee furono tre: i campioni alla Coppa dei Campioni 1984-1985, la vincitrice della coppa nazionale alla Coppa delle Coppe 1984-1985 e la seconda classificata alla Coppa UEFA 1984-1985.

## Squadre partecipanti
| Squadra            | Città      | Stadio | Stagione 1982-1983 |
| ------------------ | ---------- | ------ | ------------------ |
| AEK Atene          | Atene      |        | 3°                 |
| Apollōn Kalamarias | Kalamaria  |        | Beta Ethniki       |
| Apollōn Smyrnīs    | Atene      |        | 10°                |
| Arīs Salonicco     | Salonicco  |        | 5°                 |
| Doxa Dramas        | Drama      |        | 12°                |
| Egaleo             | Egaleo     |        | Beta Ethniki       |
| Ethnikos Pireo     | Il Pireo   |        | 11°                |
| Īraklīs            | Salonicco  |        | 8°                 |
| Larissa            | Larissa    |        | 2°                 |
| OFI Creta          | Candia     |        | 7°                 |
| Olympiacos         | Il Pireo   |        | Campione di Grecia |
| Panathīnaïkos      | Atene      |        | 6°                 |
| Paniōnios          | Nea Smyrnī |        | 14°                |
| Panserraïkos       | Serres     |        | 13°                |
| PAOK               | Salonicco  |        | 4°                 |
| PAS Giannina       | Giannina   |        | 9°                 |

## Classifica finale
|                   | Pos. | Squadra            | Pt | G  | V  | N  | P  | GF | GS | DR  |
| ----------------- | ---- | ------------------ | -- | -- | -- | -- | -- | -- | -- | --- |
| Grecia (bandiera) | 1.   | Panathīnaïkos      | 46 | 30 | 19 | 8  | 3  | 46 | 14 | +32 |
|                   | 2.   | Olympiacos         | 43 | 30 | 19 | 5  | 6  | 49 | 22 | +27 |
|                   | 3.   | Īraklīs            | 42 | 30 | 16 | 10 | 4  | 47 | 20 | +27 |
|                   | 4.   | Arīs Salonicco     | 39 | 30 | 16 | 7  | 7  | 39 | 23 | +16 |
|                   | 5.   | PAOK               | 35 | 30 | 11 | 13 | 6  | 33 | 29 | +4  |
|                   | 6.   | Larissa            | 32 | 30 | 13 | 6  | 11 | 28 | 29 | -1  |
|                   | 7.   | AEK Atene          | 30 | 30 | 12 | 6  | 12 | 40 | 31 | +9  |
|                   | 8.   | OFI Creta          | 27 | 30 | 11 | 5  | 14 | 31 | 39 | -8  |
|                   | 9.   | Ethnikos Pireo     | 26 | 30 | 9  | 8  | 13 | 38 | 43 | -5  |
|                   | 10.  | Apollōn Smyrnīs    | 24 | 30 | 6  | 12 | 12 | 20 | 29 | -9  |
|                   | 11.  | Doxa Dramas        | 24 | 30 | 7  | 10 | 13 | 26 | 38 | -12 |
|                   | 12.  | Apollōn Kalamarias | 24 | 30 | 8  | 8  | 14 | 28 | 44 | -16 |
|                   | 13.  | Egaleo             | 24 | 30 | 9  | 6  | 15 | 25 | 47 | -22 |
|                   | 14.  | Paniōnios          | 23 | 30 | 9  | 5  | 16 | 29 | 36 | -7  |
|                   | 15.  | PAS Giannina       | 23 | 30 | 8  | 7  | 15 | 25 | 36 | -11 |
|                   | 16.  | Panserraïkos       | 18 | 30 | 6  | 6  | 18 | 25 | 49 | -24 |

Legenda:

      Campione di Grecia
      Ammesso alla Coppa UEFA
      Ammesso alla Coppa delle Coppe
      Retrocesso in Beta Ethniki
Note:

Due punti a vittoria, uno a pareggio, uno a sconfitta.

### Spareggio salvezza
Panionios e PAS Giannina terminarono il campionato a pari punti e disputarono uno spareggio in gara unica per determinare la seconda squadra retrocessa a Larissa il 20 maggio 1984. L'incontro si risolse ai tempi supplementari.
| 20 maggio 1984                                                           | Paniōnios | 2 – 0 | PAS Giannina | (19.500 spett.) |
| \| \| \| \| \| Dimítrios Saravákos 104’ Sofianos 116’ \| Marcatori \| \| |           |       |              |                 |
|                                                                          |           |       |              |                 |
| Dimítrios Saravákos 104’ Sofianos 116’                                   | Marcatori |       |              |                 |

### Verdetti
- Panathinaikos campione di Grecia 1983-84 e qualificato alla Coppa dei Campioni
- Olympiacos qualificato alla Coppa UEFA
- AEL Larissa qualificato alla Coppa delle Coppe
- PAS Giannina e Panserraikos retrocesse in Beta Ethniki